# Galax Etoga
Galax Etoga est un diplomate et haut fonctionnaire camerounais avec rang de ministre plénipotentiaire. Il dirige le SED.

## Biographie

### Enfance, éducation et débuts
Galax Yves Landry Etoga est le fils d'un ancien officier supérieur des armées au Cameroun originaire de Batchenga,. Diplômé de l'IRIC, il est aussi titulaire d'un DESS en relations internationales de 2002. Il a fréquenté à l'institut Catholique de Yaoundé. 

### Carrière
Il commence sa carrière en juillet 2002 comme conseiller au Minrex du Cameroun où il travaille pendant 9 ans. En 2011, il est affecté au Secrétariat Général de la Présidence de la République du Cameroun. Galax Etoga est nommé le 2 mars 2018 comme Secrétaire d'Etat à la Gendarmerie nationale, rattaché au ministère de la Défense,,,,. En 2024,  le SEDdoit prendre en main, sous son autorité, le dossier de l'Affaire Martinez Zogo.